# 新七大奇迹协会
新七大奇景协会（英語：New 7 Wonders Foundation）是一個在瑞士創立的非營利協會，前身為新七大奇景基金會（英語：New Open World Corporation）。此協會在瑞士商人伯納德·韋伯主導下分別於1999年9月與2007年時在網路上開啟了知名的世界新七大奇蹟與世界新七大自然奇觀兩全球票選活動。

## 外部連結
- 新七大奇蹟協會官方網站 （页面存档备份，存于）